# Епитафи Вуковићима и Крловићима на гробљу Рајковача у Ртарима

Епитафи Вуковићима и Крловићима на гробљу Рајковача у Ртарима представљају значајна епиграфска и фамилијарна сведочанства са старих надгробних споменика у доњодрагачевском селу Ртари, Oпштина Лучани.
У чибучком дефтеру из 1822. године уписано је домаћинство Вука Пантића, а из 1824. домаћинство Вука Старовлаха, што указује одакле је Вук досељен. Вук је са супругом Петром имао синове Недељка и Јована који су преузели презиме Вуковић.  Недељко је имао две ћерке - Ђулку (†1853) и Манду, која је била удата за Сава Петровића.
Јован је са супругом Милосавом имао ћерку Јелисавку (Савку). Она се удала за Танасија Крловића из Лиса, који се призетио у кућу Вуковића. У Државном попису имовине и становништва Србије из 1862/63. године Јован Вуковић (50) уписан је као носилац домаћинства, са женом Милосавом (47), кћи Савком (25), зетом Танасијем (25) и унуком Томанијом (4). Јелисавка је умрла две године касније. Танасије је у другом браку са супругом Аном добио синове Михаила, Милана и Милића и ћерку Живку. Данашњи Крловићи потомци су Милићеви.
Крловића данас има у Ртарима, Чачку и Сједињеним Америчким Државама. Славе Стевањдан.
Споменик девојци Ђулији Вуковић (†1853)
Овде почива раба Божија
ЂУЛИЈА
јeдина кћер Неша Вуковића
кмета ртарског и матере Миросаве
поживи 21 год.
а умре 1 марта 1853 год:

Споменик Петри Вуковић (†1856)
ИС ХР
Овде почива раба Божија
ПЕТРА
мајка Јова Вуковића из Ртара
пож. 80 г.
а умре марта 1856 г.

Споменик Недељку Вуковићу (†1860)
Овде п. ра. Бо.
НЕДЕЉКО Вуковић
бивши кмет с. р.
пож. 56 г.
а умре 24 окт. 1860

Споменик Јелисави Вуковић (†1865)
Спомен раби Бо.
ЈЕЛИСАВИ
кћи Јова Вуковића
и матере Милосаве
по. 27 г.
а умре 8 јануара 1865 г

Споменик Јову Вуковићу (†1866)
Овде почивају земни остатци
ЈОВА Вуковића
вресног домаћина и житеља села Ртара
поживи је 50. г.
а престави се у вечност 25 априла 1866 го.
Спомен ови подиже му зет Танасије Крловић

Споменик Милосави Вуковић (†1874)
Овде
МИЛОСАВА
жена Јована Вуковића
поживи 56 г.
а умрла 6. септембра 1874 г.
Спомен подиже зет Танасије

Споменик Ани Крловић (†1893)
Овде почива
АНА
жена
Танасија Крловића
по: 44 г.
Умре 22 априла 1893 г

Споменик Танасију Крловићу (†1907)
Овде почива тело
ТАНАСИЈА Крловића из Ртара
који часно поживи 60 год.
а умре 1907 год.
Бог да му душу прости
Спомен подиже му унук Драгослав
и сна Стојанка

Споменик војнику Милану Крловићу (†1914)
У свету почива
МИЛАН Крловић из Ртара
пож. 41 г.
вој. I чете I батаљ. 10 пука 3 позива
и даде за отаџбину живот
свој на положају Камендолу код Смедерева
25 октобра 1914. год.
Био је добар са друговима

Споменик девојци Рајки Крловић (†19??)
Овде почива пок.
РАЈКА
ж. поч. Милана Крловића из Ртара
Спомен подиже зет Обрад Сретеновић

Споменик Милићу Крловићу (†1944) и његовом сину Миловану (†1945)
Овде почива
МИЛИЋ
Крловић из Ртара поживи 72 г.
а умре 1 јуна 1944 г.
Спомен подиже
син Драгослав и супруга Стојана
Милићев син
МИЛОВАН
поживи 12 г.
умро 9. марта 1945 год. у Бугарској
и тамо сахрањен.